# Русские в Туркменистане
Русские в Туркменистане — одна из крупнейших этнических общин Туркменистана.
В 1959 году русские составляли 17,3 % от всего населения, в 1970 — 14,5 %, в 1979 — 12,6 %, в 1989 — 9,5 %.
По результатам переписи 1995 года, русских в стране осталось 6,7 %. По оценке президента Ниязова, опубликованной в 2001 году, русских в Туркменистане было 2 %, по данным МИД РФ в 2002—2003 г. в стране жило 3,5 % «этнических русских». На начало 2005 г. публиковалась оценка в 3,5 % русских.

## Современное положение и проблема дискриминации
После распада СССР и установления диктатуры Туркменбаши социально-экономическое положение русских значительно ухудшилось и многие из них эмигрировали из страны, в основном в Россию, в первые годы после независимости. С момента своего появления на территории будущей республики в последней четверти XIX века русские играли важную роль во всех сферах жизни страны, особенно в советский период, и в первую очередь в её столице — городе Ашхабаде.
Резкое изменение культурно-языковой ситуации в Туркменистане, угроза исламизации, привели к массовой эмиграции русского и иного европейского населения в начале 90-х из Средней Азии вообще и из Туркменистана в особенности. Эмиграция, в свою очередь, привела к значительному постарению русского населения страны и ухудшению его демографических показателей. Особую тревогу вызывает ухудшение социально-экономического уровня русского населения, среди которого преобладают одинокие пенсионеры, его обнищание, оттеснение на обочину социальной жизни республики, хотя благодаря значительному притоку валютной выручки в ходе торговли газом, относительно менее населённому Туркменистану удалось избежать социально-экономического краха, на грани которого находились и во многом находятся из-за бесконтрольного роста аграрного населения Узбекистан, Кыргызстан и особенно Таджикистан.
В 1993 году было заключено соглашение по которому граждане могли иметь наряду с туркменским российское гражданство и пользоваться упрощенным режимом въезда в Россию. Туркменистан был единственной страной на постсоветском пространстве Центральной Азии признавшим двойное гражданство, чем активно пользовались многие выходцы из России. Однако в апреле 2003 года Сапармурат Ниязов и президент В. В. Путин неожиданно приняли решение прекратить действие соглашения о двойном гражданстве. Это  вызвало панику среди русских и русскоязычных жителей Туркменистана. На то, чтобы определиться с выбором гражданства туркменские власти дали всего два месяца. Одновременно был подписан выгодный для РФ контракт на 25 лет о монопольной торговле Газпрома туркменским газом .
Комитет по правам ребёнка ООН отмечал дискриминацию русских в стране, наряду с другими национальными меньшинствами.

## Концентрация
Русское население современного Туркменистана, равно как и Туркменской ССР, было и остаётся исторически сконцентрировано в городах республики, в первую очередь в Ашхабаде и Красноводске. Наибольшее количество русских (около 2/3 всех русских республики) проживало в столице страны — многонациональном и космополитичном городе Ашхабаде, где на протяжении советского периода русские составляли основу населения, занятого в промышленном производстве республики, хотя и значительная их часть погибла во время землетрясения в Ашхабаде 1948 года, когда погибло почти 100 000 человек, в значительной степени русских.
По мере усиления политики коренизации кадров постепенная эмиграция русских из страны началась задолго до распада СССР. Практически не осталось русского и иного европейского населения в сельских районах и небольших посёлках страны. Не помог русскому населению в борьбе за свои права и тот факт, что женой Туркменбаши, с которой, он, правда, уже не жил, была русская. Остро стоит проблема с поддержанием знания русского языка в Туркменистане на должном уровне, где по инициативе Туркменбаши письменность туркменского языка была переведена на латиницу. Русское население республики традиционно придерживается православия, хотя значительно и количество атеистов. В Туркменистане действуют 12 православных церквей, находящихся в подчинении Патриарших приходов Русской Православной Церкви в Туркменистане.

### Динамика численности
| Русские в населении Туркмении | 1959 г., перепись | 1970 г., перепись | 1979 г., перепись | 1989 г., перепись | 1995 г., перепись |
| Численность, тыс. чел         | 262,7             | 313,1             | 349,2             | 333,9             | 298,8             |
| Доля, %                       | 17,3 %            | 14,5 %            | 12,6 %            | 9,5 %             | 6,7 %             |

### Расселение
По переписи 1989 года:
| Административно-территориальная единица                                         | Общая численность русских | Доля от всего населения | Городское население | Доля от всего населения | Сельское население | Доля от всего населения |
| Ашхабадский горсовет                                                            | 130 227                   | 32,30 %                 | 130 161             | 32,40 %                 | 66                 | 4,21 %                  |
| Районы республиканского подчинения (бывшие Ашхабадская и Красноводская области) | 83 766                    | 9,54 %                  | 78 678              | 18,13 %                 | 5 088              | 1,15 %                  |
| Марыйская область                                                               | 56 502                    | 6,96 %                  | 53 066              | 24,26 %                 | 3 436              | 0,58 %                  |
| Ташаузская область                                                              | 7 315                     | 1,05 %                  | 6 626               | 3,05 %                  | 689                | 0,14 %                  |
| Чарджоуская область                                                             | 56 082                    | 7,65 %                  | 54 949              | 17,21 %                 | 1 133              | 0,27 %                  |
| Туркменская ССР, всего                                                          | 333 892                   | 9,48 %                  | 323 480             | 20,33 %                 | 10 412             | 0,54 %                  |

По переписи 1995 года:
| Административные единицы высшего уровня (велаяты)                                                                         | Административные единицы среднего уровня (этрапы, города с правами этрапа) | Численность русских по переписи 1995 года | Доля русских в населении соответствующей территории |
| Ахалский велаят |                                                                            | 157 455                                   | 13,2 %                                              |
| Балканский велаят |                                                                            | 41 055                                    | 10,6 %                                              |
| --- | -------------------------------------------------------------------------- | ----------------------------------------- | --------------------------------------------------- |
| Балканский велаят | Красноводск                                                                | 21 554                                    | 32,8 %                                              |
| Балканский велаят | Небит-Даг                                                                  | 12 773                                    | 13,1 %                                              |
| Балканский велаят | Челекен                                                                    | 2 593                                     | 20,6 %                                              |
| Балканский велаят | Кизыл-Арватский этрап                                                      | 1 984                                     | 3,3 %                                               |
| Балканский велаят | Красноводский этрап                                                        | 1 482                                     | 5,5 %                                               |
| Дашогузский велаят |                                                                            | 8 092                                     | 0,9 %                                               |
| Дашогузский велаят | Дашогуз                                                                    | 6 092                                     | 4,4 %                                               |
| Лебапский велаят |                                                                            | 48 262                                    | 5,3 %                                               |
| Лебапский велаят | Чарджоу                                                                    | 39 222                                    | 20,7 %                                              |
| Лебапский велаят | Сейди                                                                      | 2 688                                     | 12,4 %                                              |
| Лебапский велаят | Керкинский этрап                                                           | 1 895                                     | 2,3 %                                               |
| Лебапский велаят | Дарганатинский этрап                                                       | 1 206                                     | 2,9 %                                               |
| Марыйский велаят |                                                                            | 43 887                                    | 4,3 %                                               |
| Марыйский велаят | Мары                                                                       | 27 250                                    | 25,3 %                                              |
| Марыйский велаят | Байрам-Али                                                                 | 7 279                                     | 13,6 %                                              |
| Марыйский велаят | Иолотанский этрап                                                          | 2 291                                     | 2,5 %                                               |
| Марыйский велаят | Ниязовский этрап                                                           | 1 626                                     | 4,8 %                                               |
| Марыйский велаят | Мургапский этрап                                                           | 1 378                                     | 1,4 %                                               |
| Марыйский велаят | Кушкинский этрап                                                           | 1 075                                     | 3,3 %                                               |
| Туркменистан, всего | Туркменистан, всего                                                        | 298 751                                   | 6,7 %                                               |
| указаны территории, где численность русских составляла более 1000 чел., подробные данные по Ахалскому велаяту отсутствуют |                                                                            |                                           |                                                     |

## Русский язык
Русский язык остается языком не только внешнего, но и внутреннего общения. С 1926 года в Ашхабаде действует русский драматический театр. На 2007 год работает одна русская школа, выдающая российские аттестаты о среднем образовании, а также есть русские классы в школах Ашхабада и областных центров Туркменистана. Русский язык изучают наряду с английским языком во всех школах Туркменистана с первого класса. Выпускается ежедневная газета на русском языке — Нейтральный Туркменистан. Государственный телеканал «Туркменистан» транслируется на семи разных языках, в том числе и на русском.